# Département d'El Paraíso
Le département d'El Paraíso (en espagnol : Departamento de El Paraíso) est un des 18 départements du Honduras.

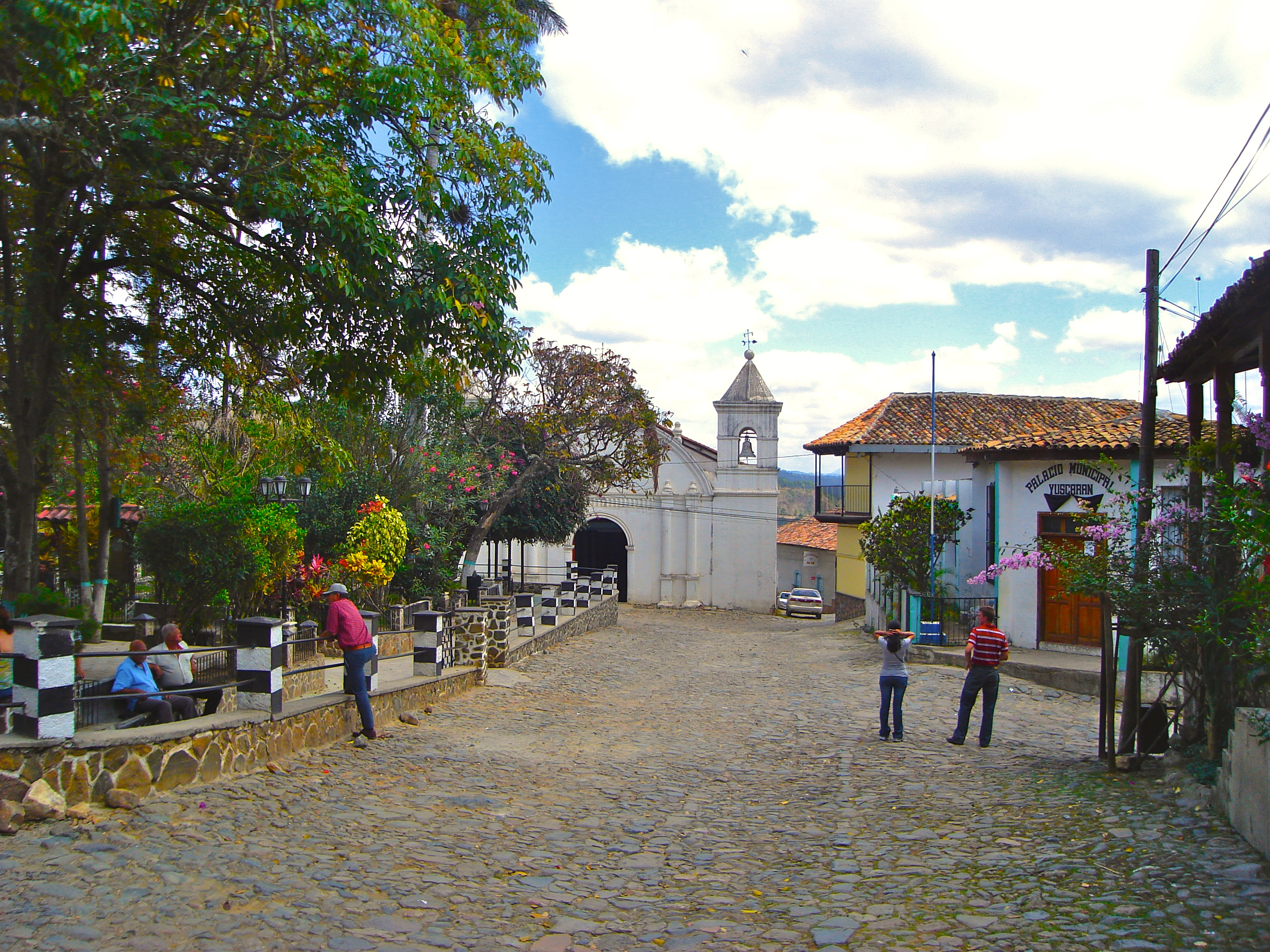

## Histoire
Le département a été créé en 1869, par démembrement partiel de l'ancien département de Tegucigalpa.

## Géographie
Le département d'El Paraíso est limitrophe :
- au nord et à l'est, du département de Olancho,
- à l'est et au sud, de la république du Nicaragua,
- au sud-ouest, du département de Choluteca,
- à l'ouest et au nord, du département de Francisco Morazán.

Il a une superficie de 7 489 km2.

## Subdivisions
Le département comprend 19 municipalités :
- Alauca
- Danlí
- El Paraíso
- Güinope
- Jacaleapa
- Liure
- Morocelí
- Oropolí
- Potrerillos
- San Antonio de Flores
- San Lucas
- San Matías
- Soledad
- Teupasenti
- Texiguat
- Trojes
- Vado Ancho
- Yauyupe
- Yuscarán, chef-lieu (en espagnol : Cabecera)

## Démographie
La population s'élève à 444 507 habitants au recensement de 2013.
La densité de population du département est de 59 hab./km2.